# Municipio de Belle Plaine (Minnesota)
El municipio de Belle Plaine (en inglés: Belle Plaine Township) es un municipio ubicado en el condado de Scott en el estado estadounidense de Minnesota. En el año 2010 tenía una población de 878 habitantes y una densidad poblacional de 8,97 personas por km².

## Geografía
El municipio de Belle Plaine se encuentra ubicado en las coordenadas 44°35′1″N 93°42′39″O / 44.58361, -93.71083. Según la Oficina del Censo de los Estados Unidos, el municipio tiene una superficie total de 97.83 km², de la cual 97,83 km² corresponden a tierra firme y (0 %) 0 km² es agua.

## Demografía
Según el censo de 2010, había 878 personas residiendo en el municipio de Belle Plaine. La densidad de población era de 8,97 hab./km². De los 878 habitantes, el municipio de Belle Plaine estaba compuesto por el 96,58 % blancos, el 0,57 % eran afroamericanos, el 0,46 % eran amerindios, el 1,37 % eran asiáticos y el 1,03 % eran de una mezcla de razas. Del total de la población el 0,34 % eran hispanos o latinos de cualquier raza.